# Bistum Rotterdam
Das Bistum Rotterdam (lateinisch Dioecesis Roterodamensis, niederländisch Bisdom Rotterdam) ist eines der sieben römisch-katholischen Bistümer der niederländischen Kirchenprovinz.
Das Bistum Rotterdam wurde am 16. Juli 1955 durch Gebietsabtretungen des Bistums Haarlem neu gegründet.
Im Bistum Rotterdam waren im Jahr 2011 etwa 510.000 Katholiken registriert (15,0 % der Gesamtbevölkerung), von denen durchschnittlich 33.500 (oder circa 1,0 % der Gesamtbevölkerung) den Gottesdienst am Sonntag besuchen.

## Bischöfe
- 1956–1970 Martinus Jansen (Martien Antoon Jansen)
- 1970–1983 Adrianus Johannes Simonis
- 1983–1993 Ronald Philippe Bär OSB
- 1994–2011 Adrianus Herman van Luyn SDB
- 2011–0000 Hans van den Hende

## Weblinks

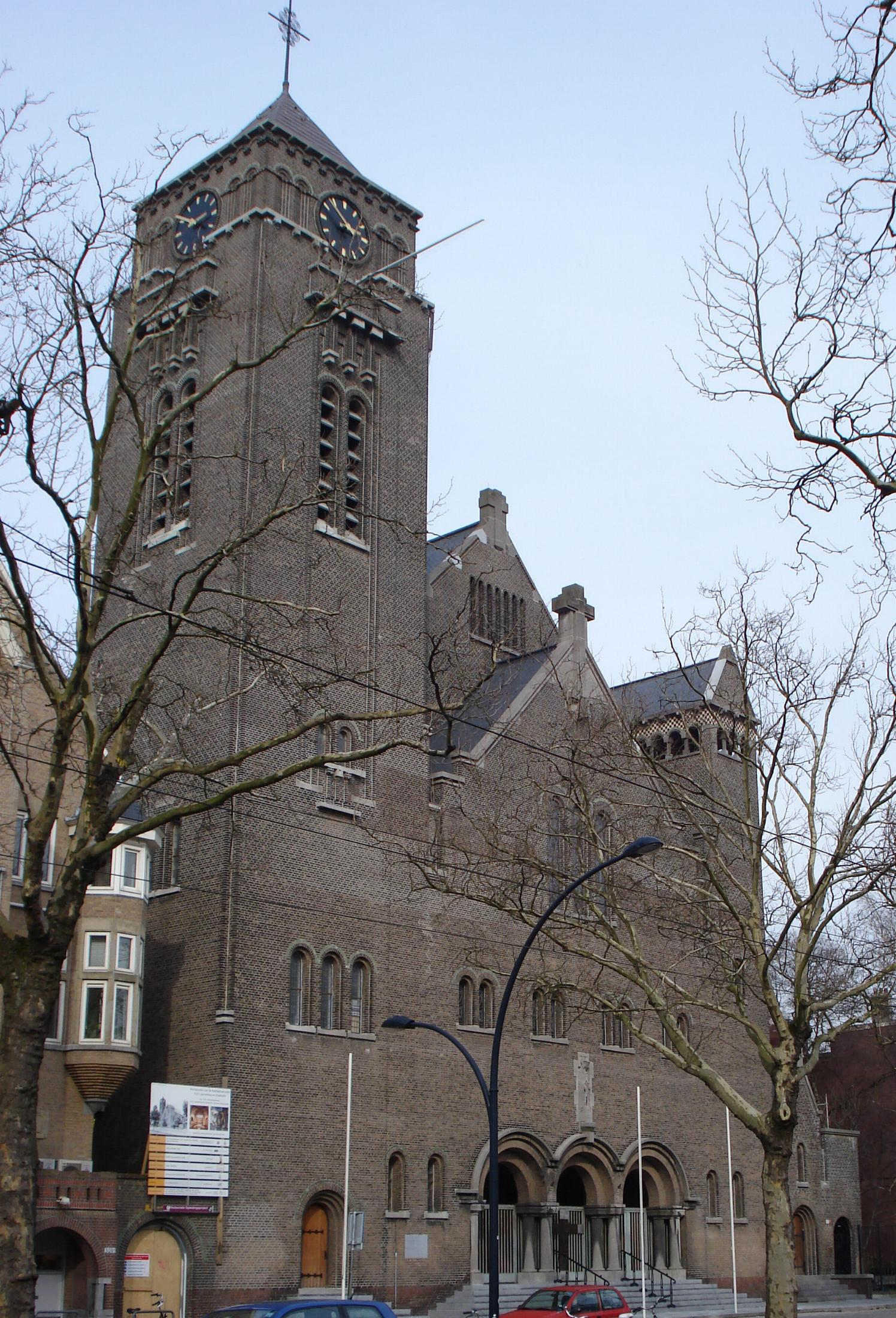
Kathedrale St. Laurentius und St. Elisabeth in Rotterdam